# Szabha tartomány
Szabha tartomány (arabul شعبية سبها [Šaʿbiyyat Sabhā]) Líbia huszonkét tartományának egyike. A történelmi Fezzán régióban, az ország középső részén fekszik: északon Vádi es-Sáti tartomány, keleten Dzsufra tartomány, délen Murzuk tartomány, nyugaton pedig Vádi el-Haját tartomány határolja. Székhelye Szabha városa. Lakossága a 2006-os népszámlálás adatai szerint 134 162 fő.

## Fordítás
Ez a szócikk részben vagy egészben  a   Libyen#Verwaltungsgliederung című német Wikipédia-szócikk ezen változatának fordításán alapul.  Az eredeti cikk szerkesztőit annak laptörténete sorolja fel. Ez a jelzés csupán a megfogalmazás eredetét és a szerzői jogokat jelzi, nem szolgál a cikkben szereplő információk forrásmegjelöléseként.